# Hypo-Meeting 2005
Hypo-Meeting 2005 – mityng lekkoatletyczny w konkurencjach wielobojowych rozegrany 28 i 29 maja w Götzis w Austrii. Zawody były trzecią odsłoną cyklu IAAF World Combined Events Challenge w sezonie 2005.

## Rezultaty
| Konkurencja:           | 1. miejsce     | Rezultat  | 2. miejsce              | Rezultat  | 3. miejsce           | Rezultat  |
| Dziesięciobój mężczyzn | Roman Šebrle   | 8534 pkt. | Attila Zsivóczky-Pandel | 8480 pkt. | Aleksandr Pogoriełow | 8429 pkt. |
| Siedmiobój kobiet      | Carolina Klüft | 6824 pkt. | Kelly Sotherton         | 6547 pkt. | Hyleas Fountain      | 6502 pkt. |